# Günter Bader
Günter Bader (* 11. Februar 1943 in Reutlingen) ist ein deutscher evangelischer Theologe.

## Leben
Nach dem Studium der Theologie von 1963 bis 1968 in Tübingen und Zürich legte Bader das Erste (1968) und das Zweite (1972) Theologische Examen bei der evangelischen Landeskirche Württemberg ab. 1963 wurde er Mitglied der Studentenverbindung Luginsland Tübingen.
Von 1977 bis 1995 amtete Bader als Pfarrer in Gomadingen/Offenhausen und Steingebronn. 1979 im Fach Systematische Theologie in Zürich habilitiert, war er seit 1986 Titularprofessor ebendort.
Von 1995 bis zu seiner Pensionierung 2008 hatte Bader den Lehrstuhl für Systematische Theologie an der Universität Bonn inne.

## Bibliografie (Auswahl)
- Assertio. Drei fortlaufende Lektüren zu Skepsis, Narrheit und Sünde bei Erasmus und Luther (Hermeneutische Untersuchungen zur Theologie 20), Tübingen 1985.
- Symbolik des Todes Jesu (Hermeneutische Untersuchungen zur Theologie 25), Tübingen 1988.
- Melancholie und Metapher. Eine Skizze, Tübingen 1990.
- Die Abendmahlsfeier. Liturgik – Ökonomik – Symbolik, Tübingen 1993.
- Psalterium affectuum palaestra. Prolegomena zu einer Theologie des Psalters (Hermeneutische Untersuchungen zur Theologie 33), Tübingen 1996.
- [Zusammen mit Ulrich Eibach und Hartmut Kreß:] Im Labyrinth der Ethik. Glauben – Handeln – Pluralismus. Mit einem Geleitwort von Johannes Rau [FS Martin Honecker], Rheinbach 2004
- Die Emergenz des Namens. Amnesie – Aphasie – Theologie (Hermeneutische Untersuchungen zur Theologie 51), Tübingen 2006.
- Psalterspiel. Skizze einer Theologie des Psalters (Hermeneutische Untersuchungen zur Theologie 54), Tübingen 2009.